# هيربشتاين
هرب اشتاين (بالألمانية: Herbstein) هي بلدة، location with spa، مدينة وبلدة ألمانية تقع في ألمانيا في Vogelsbergkreis. يقدر عدد سكانها بـ 5,077 نسمة .

## المدن التوأمة
مدن Hévíz Spa، Oeleghem و رنست ‏ هي مدن توأمة لـهرب اشتاين.